# East African Air
Fly East African  es una aerolínea con base en Dar es Salaam, Tanzania; en sus inicios planeó operar desde Dar-es Salaam a destinos de la región, así como a Europa y América. 
Fly East African tiene previsto obtener permiso de vuelo a Jeddah,
en Arabia Saudita.

## Historia
East African Air Limited es una compañía privada registrada en Reino Unido y con intención de cotizar en el AIM en 2010. Fly East African Air es una filial de East African Air Limited.
La aerolíneas fue fundada con la intención de proporcionar vuelos directos a Dar-es Salaam desde el Reino Unido.

## Destinos
Fly East African opera los siguientes vuelos (en diciembre de 2009)
- Destinos regulares domésticos: Dar es Salaam, Arusha, Kigoma, Kilimanjaro, Musoma, Mwanza, Shinyanga, Tabora y al Aeropuerto de Zanzíbar.

- Destinos regulares internacionales:

Nairobi, Buyumbura, Johannesburgo, Kigali.

## Flota
La flota de Fly East African Air se compone de los siguientes aparatos
- 2 Boeing 737-200

### Pedidos
- 2 BAE J31 Handley Page Jetstream
- 2 Boeing 777-200